# Pe'ah
Pe'ah (in ebraico פֵּאָה‎?, lett. "Angolo") è il secondo trattato di Seder Zeraim ("Ordine dei Semi") nella Mishnah e nel Talmud.

## Analisi
Il trattato è una continuazione logica del "Berakhot". Dopo la materia delle benedizioni e invocazioni, che suscita uno spirito di riverenza e gratitudine, questo trattato inizia la discussione del tema principale dell'Ordine: l'agricoltura, con le leggi dei "doni" ai poveri. Comprende sei categorie di obblighi: (1) Pe'ah: l'angolo - la porzione di raccolto che deve essere lasciata da parte per i poveri, secondo il passo biblico Levitico 19:9 e 23:22; (2) "leket": spigolature - spighe di grano cadute di mano al mietitore o dalla falce mentre il grano viene raccolto durante la mietitura (cfr. Levitico e 23:22); (3) "shich'chah": covoni dimenticati - covoni lasciati e dimenticati nel campo, mentre il raccolto viene portato alla aia, come anche altri prodotti tralasciati dai mietitori
Deuteronomio(4) "oleilot" - grappoli d'uva immaturi Levitico,Deuteronomio; (5) "peret" - uva che cade dal grappolo mentre viene raccolta dalla vite Levitico; e (6) "ma'asar ani" - la decima del povero - decima assegnata ai poveri ogni terzo e sesto anno del ciclo delle decime Deuteronomio, Deuteronomio.
Pe'ah comprende otto capitoli e ha una Gemara ("Completamento") soltanto dal Talmud gerosolimitano. Il capitolo ottavo tratta delle leggi di eleggibilità e diritto alla carità pubblica, incluse le decime e i donativi agricoli. Riferisce che le comunità ebraiche mantenevano due tipi di organizzazioni di beneficenza: tamchuy e kuppah. Una era per i viaggiatori, che dovevano ricevere vitto e alloggio, inclusi pasti addizionali per lo Shabbat; l'altro era il fondo di carità per i poveri locali. Entrambe le istituzioni erano tenute a fornire quantitativi minimi ai poveri da fondi raccolti dalla comunità locale. Di interesse generale sono la prima e l'ultima mishnahyot  del trattato. Pe'ah comincia con una dichiarazione che non c'è limite massimo alla pe'ah (si può dare qualsiasi quantità di prodotti del proprio campo ai poveri, quanto si desidera, una volta che la raccolta è iniziata), alle bikkurim (primizie), al pellegrinaggio, agli atti di bontà e allo studio della Torah. Dopo aver esortato a dare tutto il possibile a Dio e all'uomo, la mishnah afferma che una persona riceve ricompensa in questo mondo e nell'altro onorando il padre e la madre, facendo atti di bontà, promuovendo la pace tra le genti e che lo studio della Torah è equivalente a tutto ciò. Allo stesso modo la mishnah conclusiva è una raccolta di omelie etiche che ammonisce la gente contro la finta povertà, la pretesa impropria di carità e il travisamento della giustizia. Loda invece il povero che ha diritto ad essere sostenuto dalla carità ma rifiuta i fondi pubblici lavorando sodo e vivendo frugalmente. Il versetto di Geremia 17:7 si riferisce a tale persona: "Benedetto l'uomo che confida nel Signore e il Signore è sua fiducia."